# Corinna spinifera
Corinna spinifera is een spinnensoort uit de familie van de loopspinnen (Corinnidae).
De wetenschappelijke naam van de soort werd in 1887 als Hypsinotus spinifer gepubliceerd door Eugen von Keyserling.